# Emily O'Reilly
Emily O'Reilly is een Iers schrijfster, voormalig journaliste en tv-presentator. Op 3 juli 2013 verkoos het Europees Parlement haar tot Europese Ombudsman, in opvolging van de Griek Nikiforos Diamandouros. Op 16 december 2014 werd zij in die functie herkozen voor de duur van de zittingsperiode van het parlement 2014-2019, en op 18 december 2019 voor de periode 2019-2024.

## Biografie
Emily O'Reilly studeerde aan de Nationale Universiteit van Ierland, Dublin (Talen en literatuur), Trinity College, Dublin (pedagogie) en later in 1988 aan de Harvard-universiteit (journalistiek). In de jaren 70 begon zij haar loopbaan in de journalistiek en de televisie. In 1981 ging ze aan de slag als journalist bij Sunday Tribune. Van 2001 tot 2003 is ze politiek redacteur bij The Sunday Times. Daarnaast schreef ze ook een aantal boeken. 
In 2008 krijgt ze een eredoctoraat van de Nationale Universiteit van Ierland. 

### Ombudsvrouw
In 2003 werd zij de eerste Ombudsman in Ierland, tevens Commissaris voor Informatie. In 2007 werd haar bevoegdheid uitgebreid tot Commissaris voor Milieu-informatie.
Als uitgesproken voorstander van transparantie in overheidszaken, gaf zij aan zich in haar Europese functie niet te willen beperken tot ingediende klachten, maar zelf op zoek te gaan naar gevallen van belangenvermenging en gebrek aan transparantie. Dit werd haar niet steeds in dank afgenomen.
Op 22 juni 2017 riep O'Reilly in het Europees Parlement de Europese Raad op om meer beleidsdocumenten te publiceren, met name die van het trialogenoverleg tussen Raad, Commissie en Parlement. Een gelijkaardige verklaring volgde op 14 februari 2018 voor de Commissie Europese Zaken van de Oireachtas, het Ierse Parlement: inzake transparantie was bij de Europese instellingen weliswaar vooruitgang geboekt bij de Europese Commissie en instellingen zoals het Europees Geneesmiddelenbureau, aldus O'Reilly, maar de transparantie bij de Europese Raad liet nog veel te wensen over. Zij viseerde vooral de ondoorzichtige besluitvorming in de aanloop naar de vergaderingen van ministers.
Op 20 februari 2018 activeerde O'Reilly een versnelde procedure voor de behandeling van klachten tegen de ontoegankelijkheid van documenten. De Europese ombudsdienst gaat er dan van uit dat de betrokken administratie reeds haar motieven kenbaar heeft gemaakt, zodat daar niet op hoeft gewacht te worden. Een uitspraak zou binnen de 40 dagen kunnen volgen.
Op 4 september 2018 oordeelde O'Reilly dat de Commissie op minstens vier punten “wanbeleid” (”maladministration”) had gevoerd bij de overhaaste benoeming van secretaris-generaal Martin Selmayr in februari 2018. De ombudsvrouw vroeg de Commissie tevens om voor de toekomst een reguliere procedure uit te werken, waarbij de vacature vooraf bekend wordt gemaakt.
Inzake het handelsakkoord met Mercosur oordeelde zij in maart 2021 dat “de duurzaamheidsbeoordeling [van het akkoord] had moeten zijn voltooid vóór het sluiten van de handelsovereenkomst”.